# Commiphora unilobata
Commiphora unilobata är en tvåhjärtbladig växtart som beskrevs av Gillett & K. Vollesen. Commiphora unilobata ingår i släktet Commiphora och familjen Burseraceae. Inga underarter finns listade i Catalogue of Life.